# قرية جاينسفيل (نيويورك)
قرية جاينسفيل (بالإنجليزية: Gainesville (village), New York)‏ هي منطقة سكنية تقع في الولايات المتحدة في مقاطعة وايومينغ، نيويورك. يقدر عدد سكانها بـ 2,333 نسمة ومساحتها 92.5 كم2 وترتفع عن سطح البحر 507 متر.

## أعلام
- دايفيد جوردن